# Khu nghệ sĩ Solingen “Ngôi nhà đen”

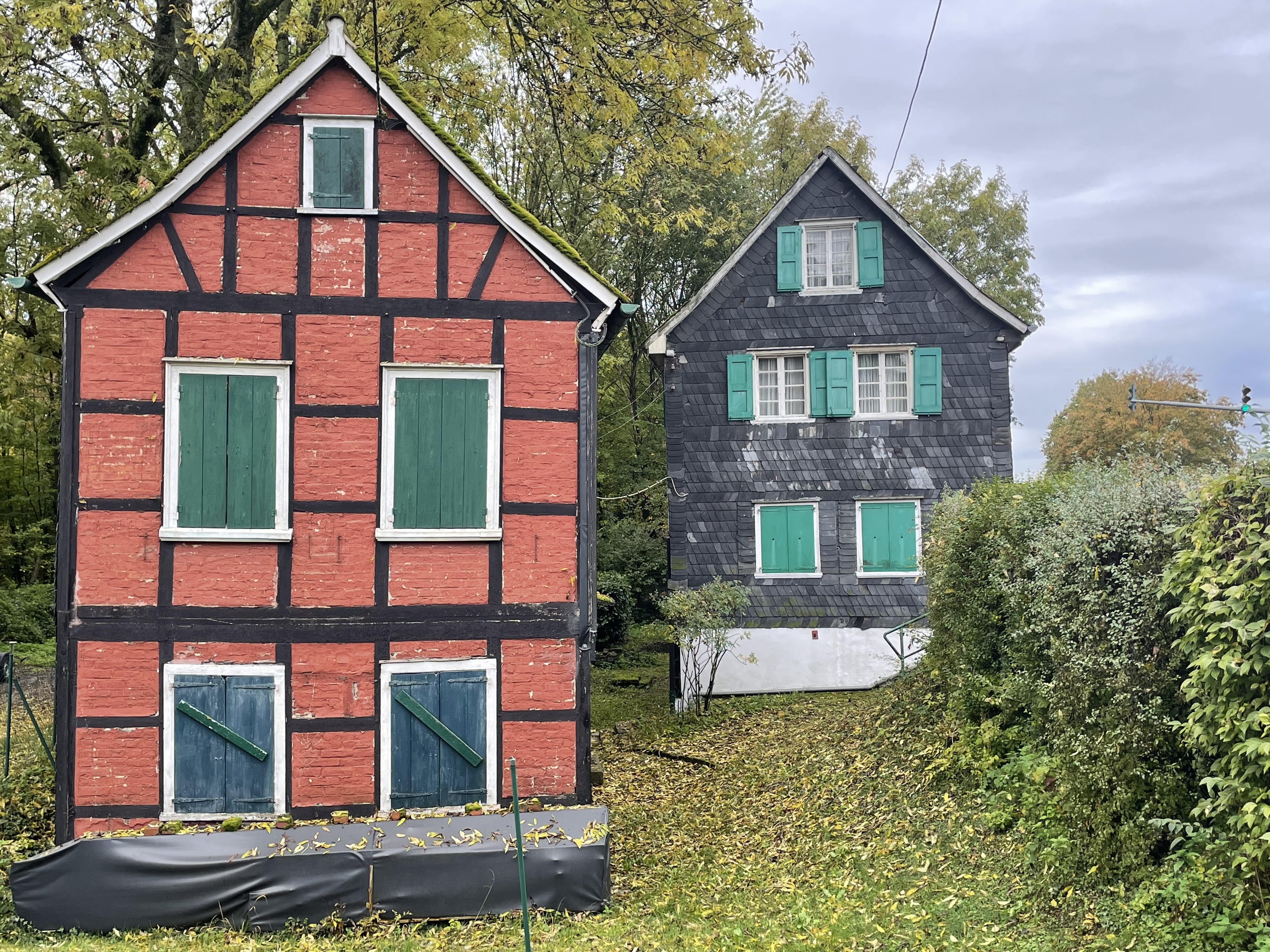
Ngôi nhà Đỏ và Ngôi nhà Đen – Điểm cố định của khu nghệ sĩ Solingen.

Khu nghệ sĩ Solingen (de: Künstlerkolonie Solingen „Schwarzes Haus“) nghĩa là “Ngôi nhà Đen” là tên gọi một nhóm các họa sĩ bao gồm Erwin Bowien, Bettina Heinen-Ayech und Amud Uwe Millies, hình thành tại Solingen, Đức, sau Chiến tranh Thế giới thứ hai.

## Địa điểm

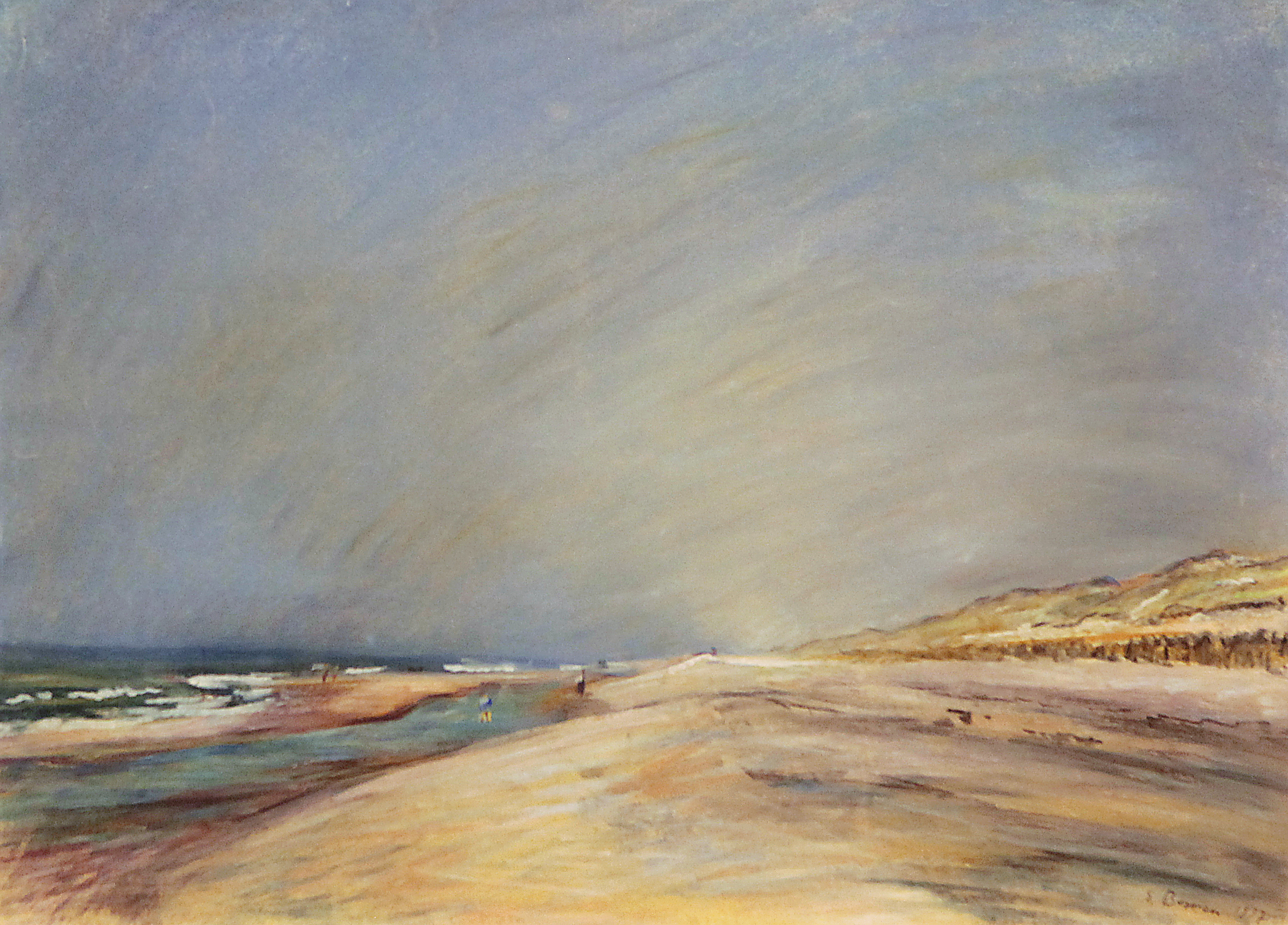
Egmond an Zee, của Erwin Bowien (1937)

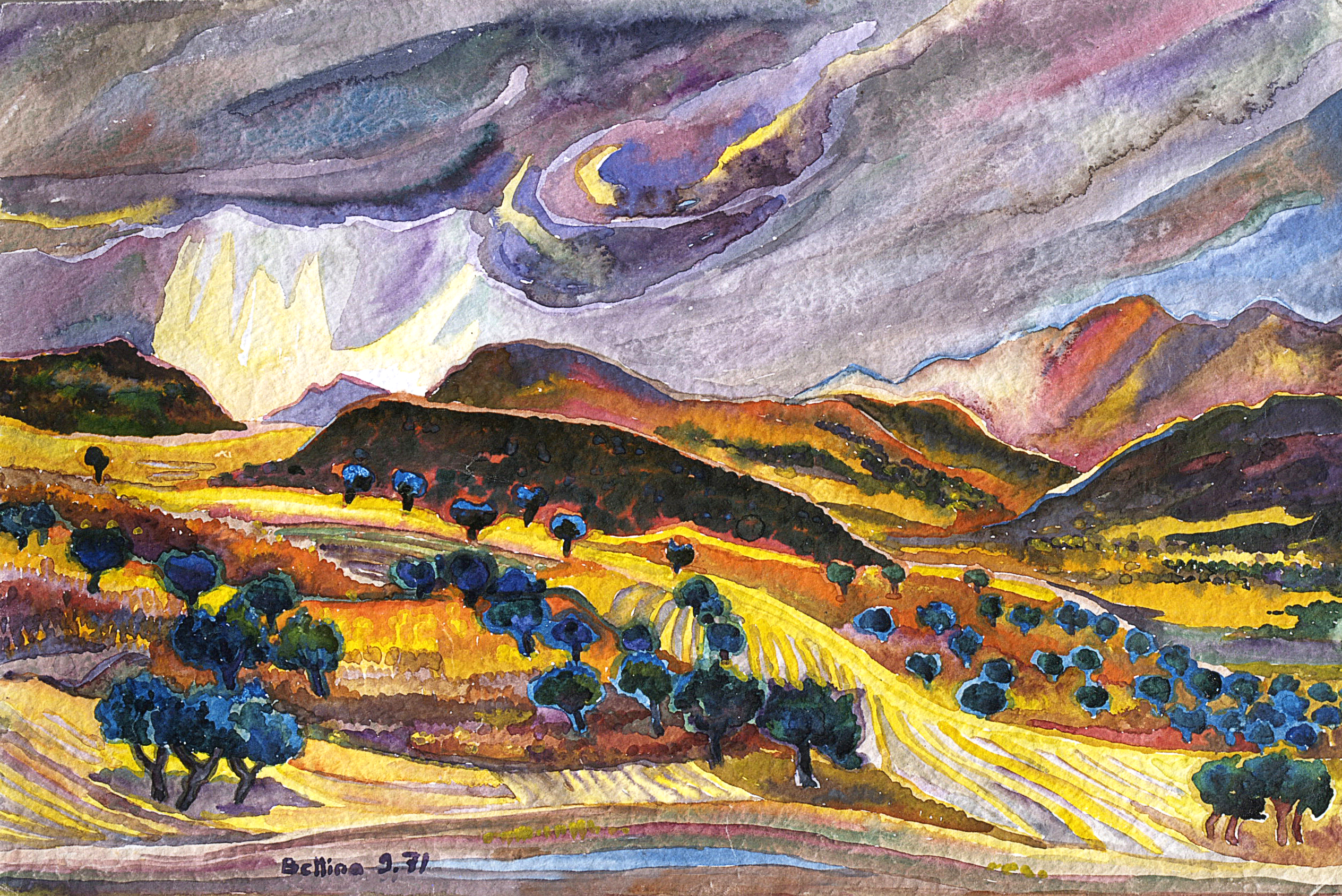
Cơn giông mùa hè ở Algeria, của Bettina Heinen-Ayech (1971)

Điểm khởi nguồn của khu nghệ sĩ là salon văn hóa - văn học của do bà Erna Heinen-Steinhoff (1898–1969), một phụ nữ gốc Solingen, cùng chồng là nhà thơ kiêm nhà báo Hanns Heinen (1895–1961) tổ chức. Salon này từng thường xuyên đón tiếp nhiều văn sĩ nổi tiếng, trong đóc có hai nhà văn đoạt giải Nobel là Sigrid Undset và Rabindranath Tagore. Vào cuối những năm 1920, họa sĩ Erwin Bowien bắt đầu tham gia các hoạt động tại đây. Năm 1932, vợ chồng Heinen mua lại hai ngôi nhà khung gỗ có giá trị lịch sử ở quận Höhscheid của thành phố Solingen. Hai công trình kiến trúc này - được gọi là "Ngôi nhà Đỏ" và "Ngôi nhà đen" - đã trở thành phát điểm gặp gỡ của giới nghệ sĩ, văn học và trí thức trong gần 90 năm, đồng thời được sử dụng như các xưởng sáng tác nghệ thuật.

## Các nhân vật
Bowien, Heinen-Ayech và Millies được xem là một „bộ ba họa sĩ" tiêu biểu của thành phố Solingen. Trái ngược với xu hướng "nghệ thuật đương thời" vốn ưa chuộng nghệ thuật trừu tượng, ba nghệ sĩ này chủ yếu sáng tác tranh chân dung, phong cảnh, cảnh quan đô thị và những khung cảnh đời thường.
Erwin Bowien còn đóng vai trò định hình tư tưởng cho khu các nghệ sĩ: sớm tự xem mình là một người Châu Âu, chủ động tìm kiếm đối thoại với các nền văn hóa khác, thông thạo nhiều ngôn ngữ và tích cực thúc đẩy tình hữu nghị giữa các dân tộc.Bettina Heinen-Ayech kết hôn với một người Algeria, sống nhiều năm tại quê hương của chồng và sáng tác nhiều tranh phong cảnh về vùng đất này. Từ giữa những năm 1960, Uwe Millies bắt đầu du hành đến Đông Âu, Viễn Đông và Hoa Kỳ; sau một  chuyến đi tới Ai Cập, ông nhận thêm tên đệm Amud (nghĩa là „cây gậy“). Cả ba thành viên thường xuyên đi khắp châu Âu: „Mặc dù thuộc các thế hệ khác nhau, họ có mối quan hệ cá nhân gắn bó với nhau.” Điểm cố định trong hoạt động sáng tác của họ là hai ngôi nhà tại Solingen và vùng Bergische Land.

## Di sản
Năm 2022, bác sĩ Haroun Ayech, con trai của Bettina Heinen-Ayech và hiện đang sinh sống tại Munich, đã thành lập "Quỹ Bettina Heinen-Ayech - Quỹ Nghệ thuật, Văn hóa và Đối thoại Quốc tế" để nuôi dưỡng di sản của khu nghệ sĩ. Tháng 2 năm 2023, "Ngôi nhà Đen" chính thức được kết nạp vào "Liên đoàn Châu Âu các khu nghệ sĩ " và sau đó được đưa vào tuyến văn hóa "Tuyến đường trường phái Ấn tượng" của Hội đồng Châu Âu.
Từ tháng 10 năm 2024 đến tháng 4 năm 2025, các tác phẩm của khu nghệ sĩ Solingen sẽ lần đầu được trưng bày trong một triển lãm chung tại Phòng trưng bày Hình ảnh Dachau. Theo báo Süddeutsche Zeitung khách tham quan đến thăm các cuộc triển lãm ở đó thường mong đợi “những bức tranh sơn dầu được đóng khung vàng, mô tả rừng sâu yên tĩnh, đồng cỏ và những dãy mây núi. Những con bò gặm cỏ hiền lành“. Và bây giờ: Wuppertal. Một cây cầu thép bắc qua một đồng bằng sông làm bằng nhựa đường, đèn lồng roi và những dãy nhà nhiều tầng dọc hai bên đường, người xem nhìn thấy một vài chiếc ô tô và một vài người qua đường, toàn cảnh đô thị, năm 1961. Khán giả rất ngạc nhiên." Nhưng cũng có các họa tiết ở Oberland của Thụy Sĩ, Augsburg và Venice, Na Uy và Nepal và các quốc gia khác.

## Triển lãm
- Phòng trưng bày Hình ảnh Dachau 2024: „Chu du khắp thế giới – Khu nghệ sĩ Solingen“.